# Antinoella antarctica
Antinoella antarctica är en ringmaskart som först beskrevs av Bergström 1916.  Antinoella antarctica ingår i släktet Antinoella och familjen Polynoidae.
Artens utbredningsområde är havet kring Nya Zeeland. Inga underarter finns listade i Catalogue of Life.